# ان‌اچ‌اینداستریز
 ان‌اچ‌اینداستریز (به انگلیسی: NHIndustries) شرکت سازنده بالگرد است که در سال ۱۹۹۲ توسط یوروکوپتر فرانسوی و آلمانی (اکنون ایرباس هلیکوپترز) و آگوستا ایتالیایی (اکنون لئوناردو) و استورک فوکر آیروسپیس هلندی (اکنون فوکر آیرواستراکچرز) تاسیس شد. ان‌اچ‌اینداستریز برای طراحی، توسعه و ساخت هلیکوپترهای ناتو و مخصوصا هلیکوپتر ان‌اچ‌اینداستریز ان‌اچ۹۰ ایجاد شد